# Virus della mente
Virus della Mente (1991) è un saggio di Richard Dawkins che utilizza la memetica ed alcune analogie con virus biologici e informatici, con l'epidemiologia e con malattie fisiche, al fine di analizzare la propagazione di idee e di comportamenti. Il saggio si concentra particolarmente sulle credenze e sulle usanze religiose, ed è compreso nel libro Il cappellano del Diavolo. In questo saggio, Dawkins coniò il termine ammalato di fede.
Il secondo episodio del programma televisivo in due parti realizzato da Dawkins, The Root of All Evil?, ha affrontato argomenti simili, ispirandosi al saggio anche nel titolo: "Il Virus della Fede" ("The Virus of Faith").